# Бичина (гміна)
Гміна Бичина (пол. Gmina Byczyna) — місько-сільська гміна у південно-західній Польщі. Належить до Ключборського повіту Опольського воєводства.
Станом на 31 грудня 2011 у гміні проживало 9623 особи.

## Територія
Згідно з даними за 2007 рік площа гміни становила 182.89 км², у тому числі:
- орні землі: 79.00%
- ліси: 12.00%

Таким чином, площа гміни становить 21.48% площі повіту.

## Населення
Станом на 31 грудня 2011:
| Опис     | Загалом | Загалом | Чоловіки | Чоловіки | Жінки | Жінки |
| -------- | ------- | ------- | -------- | -------- | ----- | ----- |
| одиниця  | осіб    | %       | осіб     | %        | осіб  | %     |
| все      | 9623    | 100     | 4751     | 49.37    | 4872  | 50.63 |
| міське   | 3757    | 100     | 1825     | 48.58    | 1932  | 51.42 |
| сільське | 5866    | 100     | 2926     | 49.88    | 2940  | 50.12 |

## Сусідні гміни
Гміна Бичина межує з такими гмінами: Болеславець, Волчин, Ґожув-Шльонський, Ключборк, Ленка-Опатовська, Лубніце, Тшциниця.